# アラン・クリストファー・ディーア
アラン・クリストファー・ディーア（Alan Christopher Deere、1917年12月12日 - 1995年9月21日）はイギリス空軍で活躍したニュージーランド人で、第二次世界大戦中のエース・パイロット。愛称アル・ディーア。最終階級は准将。RAF認識番号は40370。

## 経歴
ニュージーランドのウエストポートで生まれる。ワンガヌイ高校（Wanganui High School ）で学び、牧羊を営みながら弁護士事務所で働いていた。1937年9月、イギリス空軍のshort service commissionに参加、イギリスに渡って飛行訓練を受けた。飛行訓練を終えて、1938年8月にグラディエーター装備の第54飛行隊に配属された。1939年2月初めてスピットファイアを使用し、1940年5月大陸派遣軍のダンケルクからの撤退支援に参加し6月3日までに撃墜7、協同撃墜2を記録してDFCを受章した。
8月末までに戦果を撃墜13、協同撃墜2、不確実撃墜3、撃破1として2回目のDFCを受章した。
1941年1月から5月までCatterickにおいて要撃管制官（Operation Room Controller）として地上任務につき、その後第602飛行隊長に任命された。
終戦時におけるスコアは撃墜17、協同撃墜2、不確実撃墜2、不確実協同撃墜1、不確実撃墜（推定）4、撃破7、協同撃破1であった。
戦後もイギリス空軍で勤務を続け、1967年に准将で退役した。

## 参考書籍
Nine Lives - Hodder & Stoughton 1959